# Pauline von Arenberg
Pauline Caroline (Charlotte) Iris d'Arenberg, née le 2 septembre 1774 à Coudenberg (Bruxelles) et morte brûlée vive dans la nuit du 1er au 2 juillet 1810 à l'ambassade d'Autriche à Paris, est une membre de la Maison d'Arenberg.

## Biographie

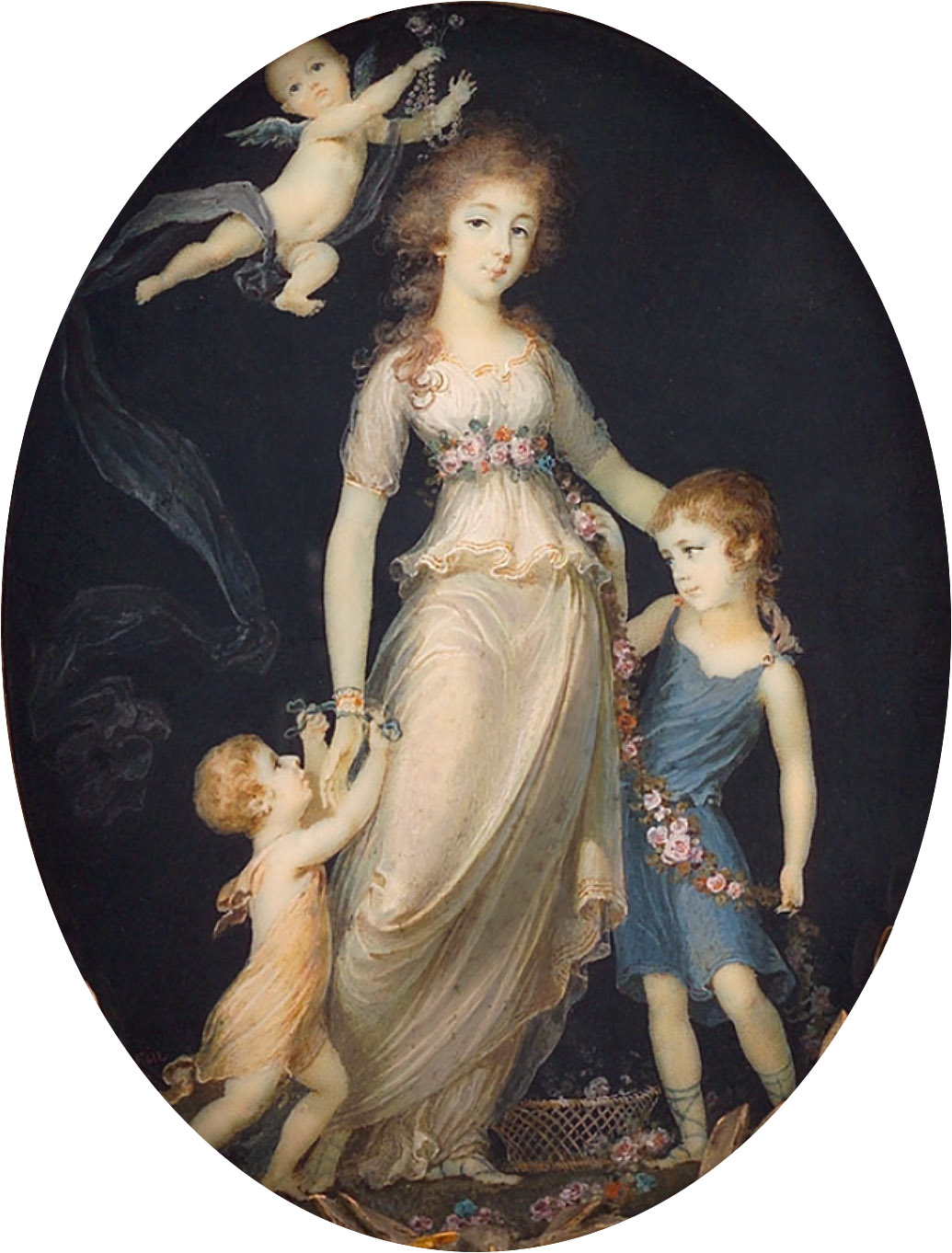
Les enfants du duc Louis-Engelbert d'Arenberg et de Pauline-Louise de Brancas en 1791 : Pierre d'Alcantara (1790-1877), 1er duc français d'Arenberg, Pauline (1774-1820), Prosper-Louis (1785-1861), 7e duc d'Arenberg

Pauline est la fille aînée de Louis-Engelbert (1750-1820), duc d'Arenberg, et de Pauline-Louise-Antoinette-Candide (1755-1812), fille du duc de Brancas-Villars, comte de Lauraguais.
Elle épouse, le 25 mai 1794 à Heverlee, Joseph II (de) (27 juin 1769, Vienne - 19 décembre 1833, Frauenberg), 6e prince zu Schwarzenberg, duc de Krummau

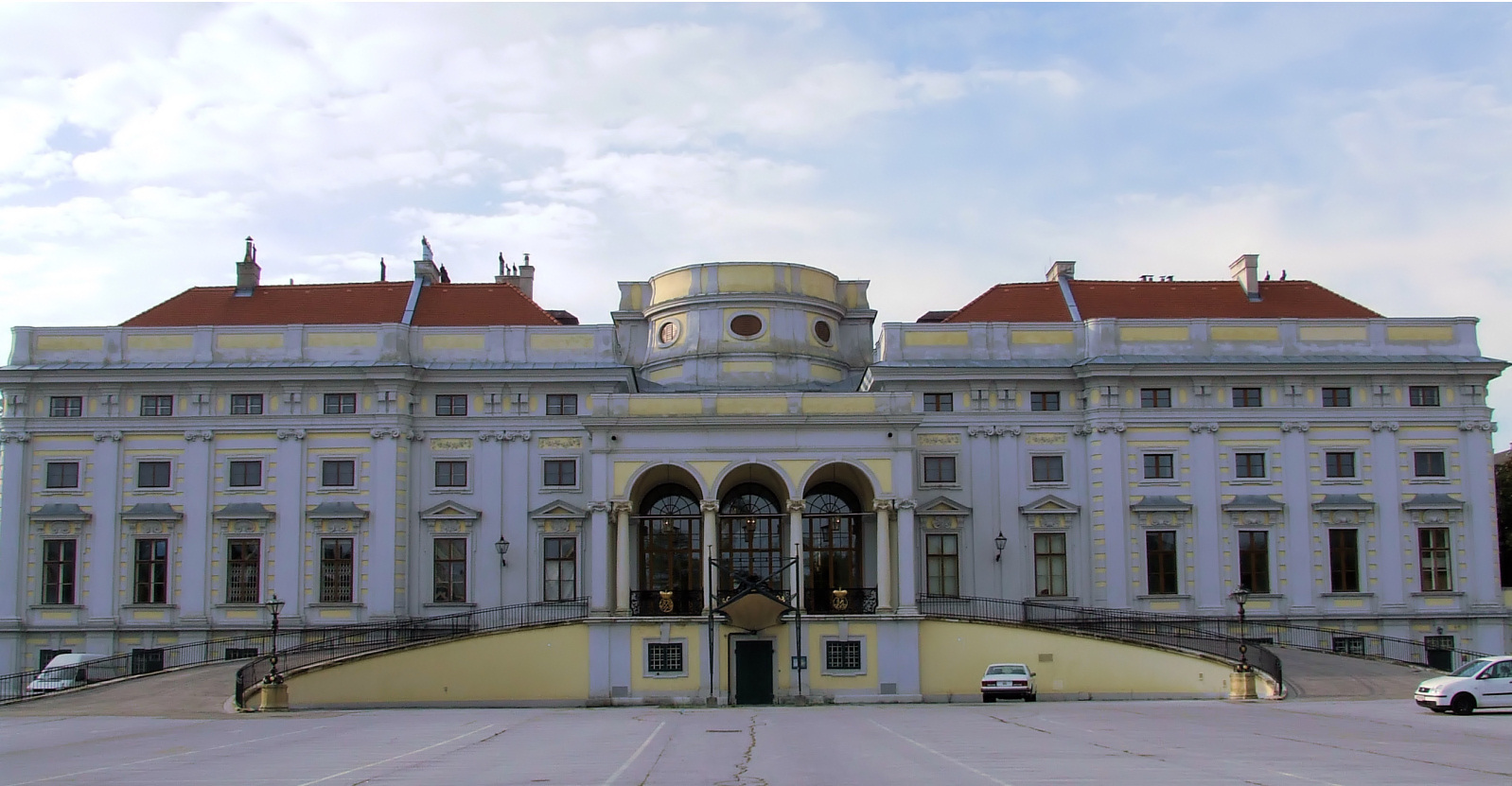
Le Palais Schwarzenberg à Vienne

Elle trouve la mort dans la nuit du 1er au 2 juillet 1810 lors de l'incendie de l'ambassade d'Autriche à Paris, au cours d'un grand bal donné par son beau-frère le prince de Schwarzenberg, ambassadeur d'Autriche en France, pour célébrer le mariage entre Napoléon et l'impératrice Marie-Louise. Elle a alors trente-six ans et est mère de huit enfants, enceinte du neuvième : « Des témoignages établirent qu'elle était parvenue saine et sauve dans le jardin, mais ne trouvant pas une de ses filles, elle était retournée dans la fournaise. Au petit matin, on retrouva le corps de la princesse écrasé sous des poutres, du côté du jardin, près du bassin. On a reconnu le cadavre d'une femme, sans davantage de précision : la tête est horriblement brûlée, le dos et le bras droit calcinés, les viscères à découverts et la partie inférieure de la jambe gauche n'est plus qu'un morceau de charbon. La princesse fut identifiée aux bijoux qu'elle portait sur elle. Sa fille Eléonore, pour qui elle avait craint, était saine et sauve (devenue princesse Windisch-Graetz, elle finira, en 1848, sous le poignard d'un de ses domestiques). »

Parlant de la princesse, l'Empereur confie à son valet Constant : 

« L'incendie de cette nuit, dit Sa Majesté, a dévoré une femme héroïque. La belle-sœur du prince de Schwartzenberg, entendant sortir de la salle embrasée des cris qu'elle a crus poussés par sa fille aînée, s'est jetée au milieu des flammes. Le plancher, déjà réduit en charbon, s'est enfoncé sous ses pieds ; elle a disparu. La pauvre mère s'était trompée ! tous ses enfants étaient hors de danger. On a fait des efforts inouïs pour la retirer des flammes : mais on ne l'a eue que morte, et tous les secours de la médecine ont été vainement prodigués pour la rappeler à la vie. La malheureuse princesse était grosse et très-avancée dans sa grossesse ; j'ai moi-même conseillé au prince d'essayer de sauver au moins l'enfant. On l'a retiré vivant du cadavre de sa mère ; mais il n'a vécu que quelques minutes. »

Cet évènement est à l'origine de la militarisation de la Brigade de sapeurs-pompiers de Paris par Napoléon Ier.
Germaine de Staël évoque, dans son livre De l'Allemagne, la figure héroïque de « cette princesse qui, mère de huit enfants, réunissoit encore le charme d’une beauté parfaite à toute la dignité des vertus maternelles [...] elle étoit en sûreté, elle pouvoit renouer le fil de la vie si vertueuse qu’elle menoit depuis quinze années ; mais une de ses filles étoit encore en danger, et l’être le plus délicat et le plus timide se précipite au milieu des flammes qui feroient reculer les guerriers. »

## Mariage et descendance

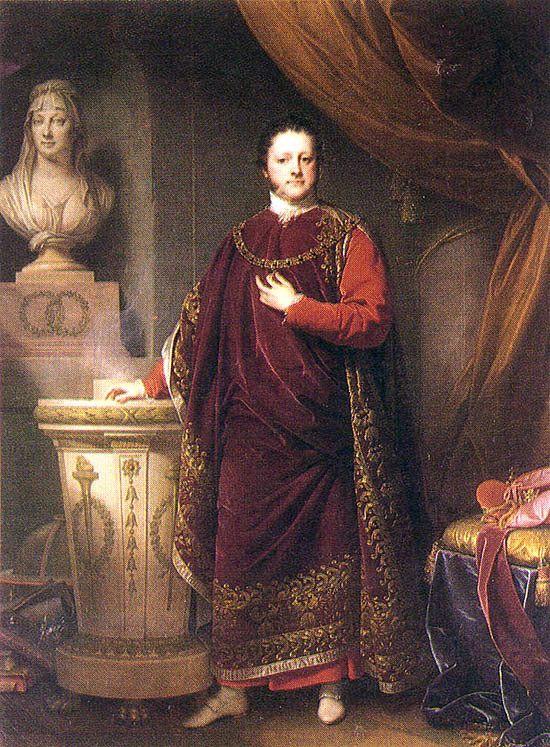
Joseph II Johann, prince de Schwarzenberg (1769-1833), en tenue de chevalier de la Toison d'or

Pauline d'Arenberg épouse, le 25 mai 1794 à Heverlee, Joseph II (de) (27 juin 1769, Vienne - 19 décembre 1833, Frauenberg), 6e prince zu Schwarzenberg, duc de Krummau. Le couple eut :
- Marie Eleonore (21 septembre 1796, Vienne - assassinée le 12 juin 1848, Prague), mariée le 15 juin 1817 avec Alfred Ier (1787-1862), prince de Windisch-Graetz, dont descendance ;
- Johann Adolf II zu Schwarzenberg (de) (22 mai 1799, Vienne - 15 septembre 1888, Frauenberg), 7e prince zu Schwarzenberg, duc de Krummau, marié, dont descendance;
- Felix (2 octobre 1800, Krummau (auj : Český Krumlov) (Bohême) - 5 avril 1852, Vienne), « Prinz von (ou « Fürst zu ») Schwarzenberg », 6e ministre-président autrichien ;
- Aloysia Eleonore Franziska Walburga (8 mars 1803-1884), mariée le 18 octobre 1823 avec Heinrich Eduard von Schönburg (bg)-Waldenburg (1787-1872), 2e prince von Schönburg-Hartenstein, dont descendance ;
- Marie Anna Bertha Stephanie (2 septembre 1807, Vienne - 12 octobre 1883, Salzbourg), mariée, le 10 janvier 1827 à Frauenberg, avec August Longin von Lobkowicz (1797-1842), prince de Lobkowicz, dont descendance ;
- Friedrich Johann Joseph Cölestin (6 avril 1809, Vienne - 27 mars 1885, Vienne), futur cardinal